# のー饅頭

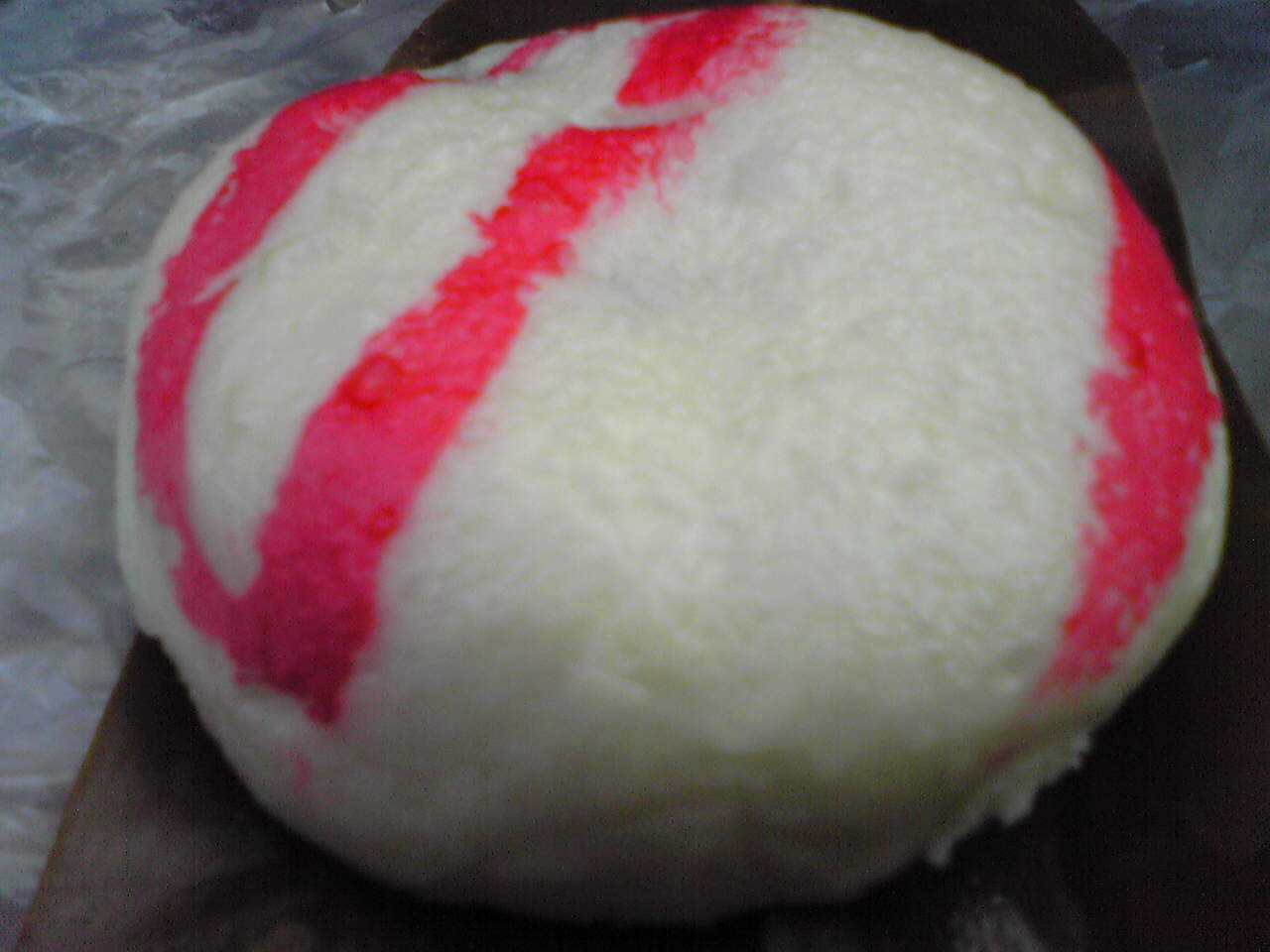
のー饅頭

のー饅頭（のーまんじゅう）は、沖縄県内のスーパーや菓子店で広く売られている菓子である。「のまんじゅう」などと呼ばれる場合もある。
中華まんの一種「あんまん」であり、その名の通り、饅頭の真ん中に赤く「の」と大書されている。主に冠婚葬祭用に用いられ、干菓子（こーぐゎーし）、松風（まちかじ）と並ぶ沖縄の儀式、祝事用の菓子の一つである。名前は「熨斗」の「の」の字に由来すると言われる。
小麦粉をイースト菌を用いて発酵させ、粒あんを入れて月桃（サンニン）の葉で約一時間蒸し、仕上げに食紅で「の」の字を書くと、のー饅頭が完成する。店が多忙でない場合は、注文に応じて「の」の代わりに「寿」「祝」などのめでたい字のほか、ハートマークなどを書いてくれる。なお、食紅で文字などを入れない白いものは不祝儀用とされるので注意が必要である。
那覇市首里儀保地区（首里久場川町）の「ぎぼまんじゅう」が元祖「のー饅頭」と言われており、同店は同じ首里の「山城饅頭」、泉崎の「天妃前饅頭」とともに「那覇3大饅頭（もしくは沖縄3大饅頭）」と呼ばれることがある。